# Skoky do vody na mistrovství světa v plaveckých sportech 2011
Závody v skocích do vody na mistrovství světa v plaveckých sportech za rok 2011 proběhly v Šanghaji, Čína ve dnech 16. až 24. července 2011.

## Česká stopa
Na tomto mistrovství světa Česko nemělo ve skocích do vody zastoupení.

## Výsledky

### Individuální disciplíny
| Muži              | Zlato               | Zlato  | Stříbro             | Stříbro | Bronz                   | Bronz  |
| ----------------- | ------------------- | ------ | ------------------- | ------- | ----------------------- | ------ |
| Skoky z 1 m prkna | Li Š'-sin (CHN)     | 463,90 | Che Min (CHN)       | 444,00  | Pavlo Rozenberg (GER)   | 436,50 |
| Skoky z 3 m prkna | Che Čchung (CHN)    | 554,30 | Ilja Zacharov (RUS) | 508,95  | Jevgenij Kuzněcov (RUS) | 493,55 |
| Skoky z 10 m věže | Čchiou Po (CHN)     | 585,45 | David Boudia (USA)  | 544,25  | Sascha Klein (GER)      | 534,50 |
| Ženy              | Zlato               | Zlato  | Stříbro             | Stříbro | Bronz                   | Bronz  |
| Skoky z 1 m prkna | Š' Tching-mao (CHN) | 318,65 | Wang Chan (CHN)     | 310,20  | Tania Cagnottová (ITA)  | 295,45 |
| Skoky z 3 m prkna | Wu Min-sia (CHN)    | 380,85 | Che C' (CHN)        | 379,15  | Jennifer Abelová (CAN)  | 365,10 |
| Skoky z 10 m věže | Čchen Žuo-lin (CHN) | 405,30 | Chu Ja-tan (CHN)    | 394,00  | Paola Espinosaová (MEX) | 377,15 |

### Týmové disciplíny
| Muži                                     | Zlato                                   | Zlato  | Stříbro                                             | Stříbro | Bronz                                                     | Bronz  |
| ---------------------------------------- | --------------------------------------- | ------ | --------------------------------------------------- | ------- | --------------------------------------------------------- | ------ |
| Synchronizované skoky dvojic z 3 m prkna | Čína (CHN) (Čchin Kchaj, Luo Jü-tchung) | 463,98 | Rusko (RUS) (Ilja Zacharov, Jevgenij Kuzněcov)      | 451,89  | Mexiko (MEX) (Julián Sánchez, Yahel Castillo)             | 437,61 |
| Synchronizované skoky dvojic z 10 m věže | Čína (CHN) (Čchiou Po, Chuo Liang)      | 480,03 | Německo (GER) (Patrick Hausding, Sascha Klein)      | 443,01  | Ukrajina (UKR) (Oleksandr Horškovozov, Alexandr Bondar)   | 435,36 |
| Ženy                                     | Zlato                                   | Zlato  | Stříbro                                             | Stříbro | Bronz                                                     | Bronz  |
| Synchronizované skoky dvojic z 3 m prkna | Čína (CHN) (Wu Min-sia, Che C')         | 356,40 | Kanada (CAN) (Émilie Heymansová, Jennifer Abelová)  | 313,50  | Austrálie (AUS) (Anabelle Smithová, Sharleen Strattonová) | 306,90 |
| Synchronizované skoky dvojic z 10 m věže | Čína (CHN) (Wang Chao, Čchen Žuo-lin)   | 362,58 | Austrálie (AUS) (Alexandra Croaková, Melissa Wuová) | 325,92  | Německo (GER) (Christin Steuerová, Nora Subschinská)      | 316,29 |

## Medailová bilance
Ve skocích do vody se rozdělily celkem 10 sad medailí.
| Pořadí | Stát            |       | Muži    | Muži  | Muži  |         | Ženy  | Ženy  | Ženy    |       | Muži + Ženy | Muži + Ženy | Muži + Ženy | Celkem |
| Pořadí | Stát            | Zlato | Stříbro | Bronz | Zlato | Stříbro | Bronz | Zlato | Stříbro | Bronz |             |             |             | Celkem |
| ------ | --------------- | ----- | ------- | ----- | ----- | ------- | ----- | ----- | ------- | ----- | ----------- | ----------- | ----------- | ------ |
| 1.     | Čína (CHN)      |       | 5       | 1     | 0     |         | 5     | 3     | 0       |       | 10          | 4           | 0           | 14     |
| 2.     | Rusko (RUS)     |       | 0       | 2     | 1     |         | 0     | 0     | 0       |       | 0           | 2           | 1           | 3      |
| 3.     | Německo (GER)   |       | 0       | 1     | 2     |         | 0     | 0     | 1       |       | 0           | 1           | 3           | 4      |
| 4.     | Kanada (CAN)    |       | 0       | 0     | 0     |         | 0     | 1     | 1       |       | 0           | 1           | 1           | 2      |
| 4.     | Austrálie (AUS) |       | 0       | 0     | 0     |         | 0     | 1     | 1       |       | 0           | 1           | 1           | 2      |
| 6.     | USA (USA)       |       | 0       | 1     | 0     |         | 0     | 0     | 0       |       | 0           | 1           | 0           | 1      |
| 7.     | Mexiko (MEX)    |       | 0       | 0     | 1     |         | 0     | 0     | 1       |       | 0           | 0           | 2           | 2      |
| 8.     | Itálie (ITA)    |       | 0       | 0     | 0     |         | 0     | 0     | 1       |       | 0           | 0           | 1           | 1      |
| 8.     | Ukrajina (UKR)  |       | 0       | 0     | 1     |         | 0     | 0     | 0       |       | 0           | 0           | 1           | 1      |
| Celkem | Celkem          |       | 5       | 5     | 5     |         | 5     | 5     | 5       |       | 10          | 10          | 10          | 30     |